# Virgilluethita
La virgilluethita és un mineral de la classe dels òxids. Rep el nom de Virgil Lueth, director emèrit del New Mexico Bureau of Geology & Mineral Resources Mineral Museum.

## Característiques
La virgilluethita és un òxid de fórmula química MoO₃·H₂O. És l'homòleg poc hidratat de la sidwil·lita i l'homòleg monohidratat de la molibdita. Va ser aprovada com a espècie vàlida per l'Associació Mineralògica Internacional en el mes d'abril de 2023, i publicada en el mes de desembre del mateix any. Cristal·litza en el sistema monoclínic.
Les mostres que van servir per a determinar l'espècie, el que es coneix com a material tipus, es troben conservades al Museu Mineral de la Universitat d'Arizona Alfie Norville, a Tucson (Arizona), amb el número de catàleg: 22723, i al projecte RRUFF, amb el número de mostra: R220017.

## Formació i jaciments
Va ser descoberta a les mines de Poe, situades al districte miner de Cookes Peak, dins el comtat de Luna (Nou Mèxic, Estats Units). Aquesta espècie és la tercera descoberta en aquestes mines, després de la raydemarkita i la tianhuixinita. Aquest indret és l'únic a tot el planeta on ha estat descrita aquesta espècie mineral.